# Andrej Michniewicz
Andrej Michniewicz (biał. Андрэй Міхневіч; ur. 12 lipca 1976 w Bobrujsku) – białoruski lekkoatleta, specjalizujący się w pchnięciu kulą.
Mistrz świata, wielokrotnie stawał na podium mistrzostw Białorusi oraz reprezentował kraj w pucharze Europy i zimowym pucharze w rzutach lekkoatletycznych. Kulomiot jest aktualnym rekordzistą Białorusi tak w hali jak i na stadionie. Od 2007 roku jego żoną jest białoruska lekkoatletka Natalla Michniewicz.

## Kariera
W dużej międzynarodowej imprezie Michniewicz zadebiutował w 1995 kiedy to nie awansował do finału mistrzostw Europy juniorów. Na początku kolejnego sezonu bez powodzenia startował w halowym czempionacie Starego Kontynentu. W 1997 był szósty na mistrzostwach Starego Kontynentu do lat 23, a w 1998 nie udało mu się przebrnąć eliminacji podczas halowych mistrzostw Europy oraz czempionatu na stadionie. Pierwszy raz do finału zawodów rangi globalnej awansował w 1999 zajmując ósme miejsce w halowym czempionacie globu – kilka miesięcy później na eliminacjach zakończył swój pierwszy w karierze start w mistrzostwach świata. Na początku 2000 bez sukcesów startował w halowych mistrzostwach Starego Kontynentu, a we wrześniu uplasował się na dziewiątym miejscu w igrzyskach olimpijskich. W 2001 zajął dziesiąte miejsce w mistrzostwach świata jednak kilka dni po tych zawodach został przyłapany na stosowaniu niedozwolonego dopingu, a Michniewicz został zdyskwalifikowany na okres dwóch lat od 7 sierpnia 2001 do 6 sierpnia 2003. Nieco ponad dwa tygodnie po zakończeniu okresu kary Białorusin wygrał w Paryżu mistrzostwa świata (startując w tych zawodach mimo sprzeciwu ze strony opinii publicznej), a tuż po nich tryumfował na uniwersjadzie w Daegu. W kolejnym sezonie był szósty na halowych mistrzostwach świata, a podczas rozegranego w historycznej Olimpii konkursu na igrzyskach olimpijskich zajął piątą pozycję. Ponownie szósty był na mistrzostwach świata, które w 2005 odbyły się w Helsinkach. Sezon 2006 rozpoczął od halowego wicemistrzostwa świata, a latem został wicemistrzem Europy przegrywając złoto z Niemcem Ralfem Bartelsem zaledwie o dwa centymetry. Po zajęciu piątego miejsca w halowych mistrzostwach Europy w 2007 latem zdobył brązowy medal mistrzostw świata. Tuż za podium – na czwartym miejscu – zakończył udział w halowym czempionacie świata. Zdobywca brązowego medalu olimpijskiego w Pekinie (2008). W 2009 był siódmy na mistrzostwach świata. Zimą 2010 zdobył w Katarze drugi w karierze srebrny krążek halowych mistrzostw świata. 31 lipca 2010 na stadionie w Barcelonie pokonując o ledwie jeden centymetr Tomasza Majewskiego zdobył pierwszy w karierze tytuł mistrza Europy. Na koniec sezonu 2010 zajął trzecią pozycję w zawodach o puchar interkontynentalny. W 2011 zdobył drugi w karierze brązowy medal mistrzostw świata. Niespodziewanie nie awansował do finału na igrzyskach olimpijskich w Londynie (2012). W czerwcu 2013 roku został dożywotnio zdyskwalifikowany. Powodem decyzji Białoruskiej Federacji Lekkoatletycznej były powtórne badania próbek z MŚ w 2005 roku. Oznacza to, że Michniewicz straci wszystkie trofea zdobyte po 2005 roku.
Rekordy życiowe: stadion – 22,10 m (11 sierpnia 2011, Mińsk); hala – 21,81 m (12 lutego 2010, Mohylew), rezultaty te są aktualnymi rekordami Białorusi.

## Osiągnięcia
| Rok  | Impreza                                 | Miejsce     | Lokata            | Wynik |
| ---- | --------------------------------------- | ----------- | ----------------- | ----- |
| 1995 | Mistrzostwa Europy juniorów             | Nyíregyháza | el. – 13. miejsce | 15,54 |
| 1996 | Halowe mistrzostwa Europy               | Sztokholm   | el. – 20. miejsce | 17,57 |
| 1997 | Młodzieżowe mistrzostwa Europy          | Turku       | 6. miejsce        | 18,72 |
| 1998 | Halowe mistrzostwa Europy               | Walencja    | el. – 16. miejsce | 18,54 |
| 1998 | I liga pucharu Europy                   | Malmö       | 2. miejsce        | 19,29 |
| 1998 | Mistrzostwa Europy                      | Budapeszt   | el. –. miejsce    | 18,88 |
| 1999 | Halowe mistrzostwa świata               | Maebashi    | 8. miejsce        | 19,44 |
| 1999 | I liga pucharu Europy                   | Lahti       | 2. miejsce        | 18,83 |
| 1999 | Mistrzostwa świata                      | Sewilla     | el. – 24. miejsce | 18,93 |
| 2000 | Halowe mistrzostwa Europy               | Gandawa     | el. – 12. miejsce | 19,08 |
| 2000 | Igrzyska olimpijskie                    | Sydney      | 9. miejsce        | 19,48 |
| 2001 | Mistrzostwa świata                      | Edmonton    | 10. miejsce       | 20,42 |
| 2003 | Mistrzostwa świata                      | Paryż       | 1. miejsce        | 21,69 |
| 2003 | Uniwersjada                             | Daegu       | 1. miejsce        | 20,76 |
| 2003 | Światowy finał lekkoatletyczny IAAF     | Monako      | 3. miejsce        | 20,51 |
| 2004 | Halowe mistrzostwa świata               | Budapeszt   | 6. miejsce        | 20,50 |
| 2004 | Igrzyska olimpijskie                    | Ateny       | 5. miejsce        | 20,60 |
| 2004 | Światowy finał lekkoatletyczny IAAF     | Monako      | 7. miejsce        | 19,47 |
| 2005 | Mistrzostwa świata                      | Helsinki    | 6. miejsce        | 20,74 |
| 2005 | Światowy finał lekkoatletyczny IAAF     | Monako      | 7. miejsce        | 19,71 |
| 2006 | Halowe mistrzostwa świata               | Moskwa      | 2. miejsce        | 21,37 |
| 2006 | Zimowy puchar Europy w rzutach          | Tel Awiw    | 1. miejsce        | 20,35 |
| 2006 | Mistrzostwa Europy                      | Göteborg    | 2. miejsce        | 21,11 |
| 2007 | Halowe mistrzostwa Europy               | Birmingham  | 5. miejsce        | 20,12 |
| 2007 | Mistrzostwa świata                      | Osaka       | 3. miejsce        | 21,27 |
| 2007 | Światowy finał lekkoatletyczny IAAF     | Stuttgart   | 3. miejsce        | 20,88 |
| 2008 | Halowe mistrzostwa świata               | Walencja    | 4. miejsce        | 20,82 |
| 2008 | Igrzyska olimpijskie                    | Pekin       | 3. miejsce        | 21,05 |
| 2009 | Mistrzostwa świata                      | Berlin      | 7. miejsce        | 20,74 |
| 2009 | Światowy finał lekkoatletyczny IAAF     | Saloniki    | 6. miejsce        | 20,48 |
| 2010 | Halowe mistrzostwa świata               | Doha        | 2. miejsce        | 21,68 |
| 2010 | Zimowy puchar Europy w rzutach          | Arles       | 1. miejsce        | 21,04 |
| 2010 | Mistrzostwa Europy                      | Barcelona   | 1. miejsce        | 21,01 |
| 2010 | Puchar interkontynentalny               | Split       | 3. miejsce        | 20,68 |
| 2011 | Superliga drużynowych mistrzostw Europy | Sztokholm   | 3. miejsce        | 20,40 |
| 2011 | Mistrzostwa świata                      | Daegu       | 3. miejsce        | 21,40 |
| 2012 | Igrzyska olimpijskie                    | Londyn      | el. – 17. miejsce | 19,89 |

## Odznaczenia
- Order Honoru – 2008[7]